# أندرياس فيندهايم
أندرياس فيندهايم (بالبوكمول: Andreas Vindheim) (4 أغسطس 1995 ببرغن في النرويج - ) هو لاعب كرة قدم نرويجي في مركز الدفاع. شارك مع منتخب النرويج تحت 18 سنة لكرة القدم ومنتخب النرويج تحت 19 سنة لكرة القدم ومنتخب النرويج تحت 21 سنة لكرة القدم. أما مع النوادي، فقد لعب مع نادي بران ونادي مالمو.

## روابط خارجية
- أندرياس فيندهايم على موقع الاتحاد الأوربي (الإنجليزية)
- أندرياس فيندهايم على موقع اتحاد النرويج (النرويجية)
- أندرياس فيندهايم على موقع اتحاد السويد (السويدية)
- أندرياس فيندهايم على موقع قاعدة بيانات كرة القدم.إي يو (الإنجليزية)
- أندرياس فيندهايم على موقع ناشيونال فوتبول تيمز (الإنجليزية)
- أندرياس فيندهايم على موقع Soccerway.com (الإنجليزية)
- أندرياس فيندهايم على موقع عالم كرة القدم.نت (الإنجليزية)
- أندرياس فيندهايم على موقع AS.com (الإسبانية)